# Rhabdoplea
Rhabdoplea är ett släkte av insekter. Rhabdoplea ingår i familjen gräshoppor.
Kladogram enligt Catalogue of Life:
| Rhabdoplea | \| \| Rhabdoplea angusticornis \| \| \| \| \| \| Rhabdoplea callosa \| \| \| \| \| \| Rhabdoplea munda \| \| \| \| |
|            | \| \| Rhabdoplea angusticornis \| \| \| \| \| \| Rhabdoplea callosa \| \| \| \| \| \| Rhabdoplea munda \| \| \| \| |
|            | Rhabdoplea angusticornis                                                                                           |
|            | |
|            | Rhabdoplea callosa                                                                                                 |
|            | |
|            | Rhabdoplea munda                                                                                                   |
|            | |